# سوبک‌حتپ هشتم

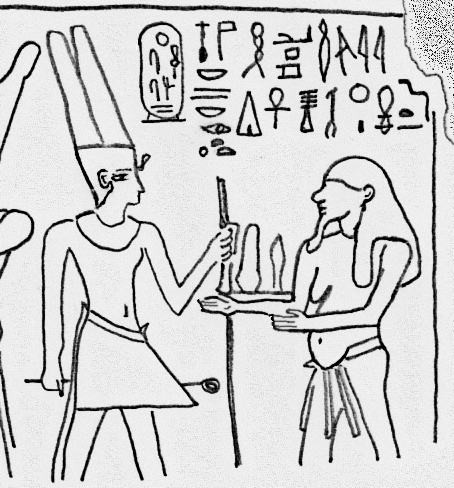
تصویر مصری

سوبک‌حُتِپ هشتم با نام کامل سِخِم‌رع سوسِرتاوی سوبک‌حُتِپ هشتم شاهی در دودمان شانزده یا هفده مصر باستان بود که گمان می‌رود جانشین چهوتی بوده باشد. او در هنگام حمله هیکسوس‌ها به ممفیس و مصر سفلی، در مصر علیا فرمانروایی می‌کرد. سنگ‌نبشته‌ای در کارناک به تلاش‌های او برای پاسداری از معبدی در آن منطقه از سیلی در نیل حکایت می‌کند.
بر پایه نوشته‌های پاپیروس تورین، او برای ۱۶ سال فرمانروایی کرد و جانشینش نفرهوتپ سوم شد.